# Inxeba
Inxeba é um filme de drama sul-africano de 2017 dirigido e escrito por John Trengove. Foi selecionado como representante de seu país ao Oscar de melhor filme estrangeiro em 2018.

## Elenco
- Nakhane Touré
- Bongile Mantsai
- Niza Jay Ncoyini
- Siphosethu Sethsinger Ngcetane
- Loyiso Lloyd N Ngqayana
- Sibabalwe Esbie Ngqayana
- Halalisani Bradley Cebekhulu
- Ingar Qwede